# Michael Rapp
Michael A. Rapp (* 18. April 1970 in Bardenberg (Nordrhein-Westfalen)) ist ein deutscher Psychiater und Psychotherapeut. Er ist seit 2013 Professor für Sozial- und Präventivmedizin an der Universität Potsdam.

## Leben
Michael Rapp studierte Medizin und Soziologie an der Universität Würzburg und an der Freien Universität Berlin. Er promovierte 2003 am Max-Planck-Institut für Bildungsforschung und der Freien Universität Berlin zum Dr. phil. im Fach Psychologie sowie 2006 zum Dr. med. an der Charité Universitätsmedizin Berlin. Von 2002 bis 2006 arbeitete er an der Mount Sinai School of Medicine in New York. Rapp habilitierte sich 2010 im Fach Psychiatrie und Psychotherapie an der Charité Berlin und erlangte 2013 die Zusatzbezeichnung Klinische Geriatrie.
Er ist seit 2013 Professor für Sozial- und Präventivmedizin an der Universität Potsdam.
Seit 2017 ist er Präsident der Deutschen Gesellschaft für Gerontopsychiatrie und -psychotherapie.

## Werk
Im Bereich der psychologischen Alternsforschung forschte Rapp zum Einfluss kognitiver Ressourcen auf die Fähigkeit zum Multitasking. Er und seine Mitarbeiter konnten zeigen, dass kognitive Ressourcen auch bei beginnender Demenz noch sinnvoll verteilt werden können und dass auch im Alter Multitasking und Arbeitsgedächtnis trainierbar sind. In der alterspsychiatrischen Forschung konnte Rapp den Zusammenhang zwischen depressiven Erkrankungen und dem Auftreten einer Alzheimer-Demenz durch die Darstellung vermehrter Amyloidablagerungen im Gehirn belegen und so einen bedeutsamen Risikofaktor für Demenzerkrankungen aufklären. In der Forschung zur Prävention von Suchterkrankungen untersucht Rapp den Einfluss von Lernmechanismen und psychosozialen Belastungen auch mittels Smartphone in der realen Lebenswelt. Ein weiterer Schwerpunkt von Rapps Arbeit ist die Versorgungsforschung im Bereich der Altersmedizin. Zunehmend untersuchen Rapp und Mitarbeiter aber auch den Einfluss der regionalen Sozialstruktur auf die seelische Gesundheit über die Lebensspanne.

## Auszeichnungen
- 2004: Resident Research Award der American Psychiatric Association
- 2022 erhielt Rapp zusammen mit Christine Thomas und Gerhard Eschweiler den Theo und Friedl Schöller Preis[13] für herausragende Forschungsarbeiten auf dem Gebiet der Altersmedizin.

## Schriften (Auswahl)
- M. A. Rapp, K. Dahlman, M. Sano, H. T. Grossman, V. Haroutunian, J. M. Gorman: Neuropsychological differences between late-onset and recurrent geriatric major depression. In: American Journal of Psychiatry. Band 162, Nr. 4, 2005, S. 691–698.
- M. A. Rapp, M. Schnaider-Beeri, H. T. Grossman et al.: Increased Hippocampal Plaques and Tangles in Patients With Alzheimer Disease With a Lifetime History of Major Depression. In: Arch Gen Psychiatry. Band 63, Nr. 2, 2006, S. 161–167. doi:10.1001/archpsyc.63.2.161
- O. Gruebner, M. A. Rapp, M. Adli, U. Kluge, S. Galea, A. Heinz: Cities and mental health. In: Deutsches Ärzteblatt International. Band 114, Nr. 8, 2017, S. 121.
- A. Nienaber, A. Heinz, M. A. Rapp, F. Bermpohl, M. Schulz, J. Behrens, M. Löhr: Einfluss der Personalbesetzung auf Konflikte auf psychiatrischen Stationen. In: Nervenarzt. Band 89, Nr. 7, 2018, S. 821–827.
- C. Stelzel, H. Bohle, G. Schauenburg, H. Walter, U. Granacher, M. A. Rapp, S. Heinzel: Contribution of the Lateral Prefrontal Cortex to Cognitive-Postural Multitasking. In: Front. Psychol. Band 9, 2018, S. 1075. doi:10.3389/fpsyg.2018.01075.
- Marie Mueckstein, Stephan Heinzel, Urs Granacher, Markus Brahms, Michael A. Rapp, Christine Stelzel: Modality-specific effects of mental fatigue in multitasking. In: Acta Psychologica. Volume 230, 2022, 103766, doi:10.1016/j.actpsy.2022.103766.